# Lisa Bentley
Lisa Bentley (28 de noviembre de 1968) es una deportista canadiense que compitió en triatlón.
Ganó una medalla de bronce en el Campeonato Mundial de Ironman de 2006, y una medalla de oro en el Campeonato Europeo de Ironman de 2005. Además, obtuvo una medalla de plata en el Campeonato Mundial de Ironman 70.3 de 2006.

## Palmarés internacional
| Campeonato Mundial | Campeonato Mundial     | Campeonato Mundial | Campeonato Mundial |
| Año                | Lugar                  | Medalla            | Prueba             |
| ------------------ | ---------------------- | ------------------ | ------------------ |
| 2006               | Hawái (Estados Unidos) | Medalla de bronce  | Individual         |
| Campeonato Europeo |                        |                    |                    |
| Año                | Lugar                  | Medalla            | Prueba             |
| 2005               | Fráncfort (Alemania)   | Medalla de oro     | Individual         |

| Campeonato Mundial | Campeonato Mundial          | Campeonato Mundial | Campeonato Mundial |
| Año                | Lugar                       | Medalla            | Prueba             |
| ------------------ | --------------------------- | ------------------ | ------------------ |
| 2006               | Clearwater (Estados Unidos) | Medalla de plata   | Individual         |